# Williston (Carolina del Sud)
Williston és una població dels Estats Units a l'estat de Carolina del Sud. Segons el cens del 2000 tenia 3.307 habitants.

## Demografia
Segons el cens del 2000, Williston tenia 3.307 habitants, 1.310 habitatges i 906 famílies. La densitat de població era de 143,5 habitants/km².
Dels 1.310 habitatges en un 33,4% hi vivien nens de menys de 18 anys, en un 41,1% hi vivien parelles casades, en un 24,3% dones solteres, i en un 30,8% no eren unitats familiars. En el 27,8% dels habitatges hi vivien persones soles el 12,3% de les quals corresponia a persones de 65 anys o més que vivien soles. El nombre mitjà de persones vivint en cada habitatge era de 2,48 i el nombre mitjà de persones que vivien en cada família era de 3,02.
Per edats la població es repartia de la següent manera: un 28% tenia menys de 18 anys, un 9,1% entre 18 i 24, un 25,9% entre 25 i 44, un 21,3% de 45 a 60 i un 15,6% 65 anys o més.
L'edat mediana era de 36 anys. Per cada 100 dones de 18 o més anys hi havia 77,3 homes.
La renda mediana per habitatge era de 26.371 $ i la renda mediana per família de 30.990 $. Els homes tenien una renda mediana de 27.829 $ mentre que les dones 21.635 $. La renda per capita de la població era de 15.134 $. Entorn del 26,3% de les famílies i el 24,4% de la població estaven per davall del llindar de pobresa.

## Poblacions més properes
El següent diagrama mostra les poblacions més properes.